# Station Wadenoijen
Station Wadenoijen was een stopplaats aan de Betuwelijn bij Wadenoijen. Het station werd in 1882 opengesteld en in 1950 gesloten. Het losspoor ten behoeve van het goederenvervoer is nog tot 1984 aanwezig geweest; Wadenoijen was een zogenaamd facultatief station voor goederenwagens. Een facultatief goederenstation was een station dat niet in de reguliere dagelijkse bediening was opgenomen, maar wat alleen bij behoefte werd bediend.  